# Scusa caro vicino (Mao)
Scusa caro vicino è un singolo del cantautore italiano Mao, pubblicato nel 2020.

## Descrizione
Il singolo è stato pubblicato dall'etichetta discografica Incipits Records e distribuito da EGEA Music nel 2020. Il singolo nasce dalla collaborazione artistica tra la scrittrice Enrica Tesio e Mao ed è accompagnato da un videoclip, per la regia di Hiram Gellona, girato in piena emergenza Covid-19.

## Videoclip
- 2020 - Scusa caro vicino (regia di Hiram Gellona)[1]

## Tracce
Digitale
1. Scusa caro vicino – 4:08 (testo: Enrica Tesio, Mauro Gurlino - musica: Mauro Gurlino, Massimiliano Bellarosa, Aldino Di Chiano, Mattia Martino)

## Crediti
- Mauro “Mao” Gurlino - voce, chitarra
- Massimiliano “Max” Bellarosa - chitarra, programmazione
- Chiara Valente - cori
- Rocco Tanica - arrangiamento